# Thelypteris nubicola
Thelypteris nubicola är en kärrbräkenväxtart som beskrevs av Sota. Thelypteris nubicola ingår i släktet Thelypteris och familjen Thelypteridaceae. Inga underarter finns listade.